# Cyrtauchenius terricola
Cyrtauchenius terricola là một loài nhện trong họ Cyrtaucheniidae. Loài này phân bố ờ Algerije.